# Università d'Islanda

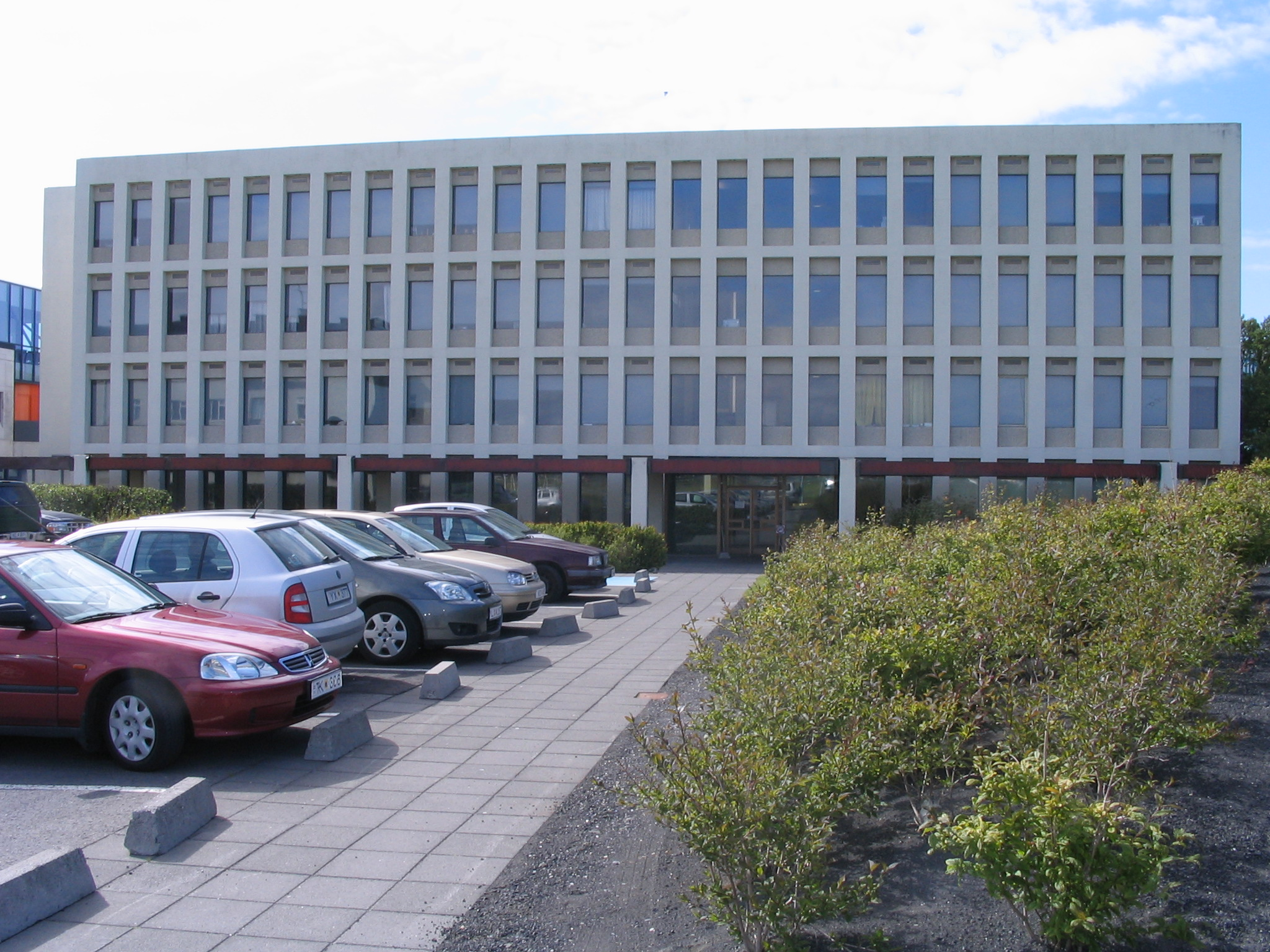
La facoltà di giurisprudenza.

L'Università d'Islanda (in islandese: Háskóli Íslands), con sede a Reykjavík, è un'università pubblica islandese fondata nel 1911. L'attuale rettrice è la professoressa Kristín Ingólfsdóttir, docente di farmacologia.

## Storia
L'Università d'Islanda è stata fondata il 17 giugno 1911, con inizio dell'attività dall'ottobre 1911. I primi corsi di laurea (teologia, giurisprudenza, medicina e filosofia) avevano in tutto 45 studenti; il rettore era Björn M. Olsen, docente di filosofia. Per i primi decenni l'università ebbe sede nel Palazzo del Parlamento (Alþingishúsið); nel 1940 si trasferì nella sede attuale, il cui corpo centrale è opera di Guðjón Samuelsson. Da allora il campus si è ampliato, fino alla ristrutturazione terminata nel 2007.

## Organizzazione
Secondo la riorganizzazione del 2008, la struttura dell'Università è la seguente:
- School of Social Sciences[4]
  - Faculty of Business and economics
  - Faculty of Law
  - Faculty of Social sciences
  - Faculty of Social Work
  - Faculty of Political Science

- School of Health Sciences[5]
  - Faculty of Medicine
  - Faculty of Nursing
  - Faculty of Odontology
  - Faculty of Pharmacology
  - Faculty of Food Science and Nutrition
  - Faculty of Psychology

- School of Humanities[6]
  - Faculty of Theology
  - Faculty of Language, Literature and Linguistics
  - Faculty of Icelandic and Comparative Cultural Studies
  - Faculty of History and Philosophy

- School of Education[7]
  - Faculty of Sport, Leisure Studies and Social Education
  - Faculty of Teacher Education
  - Faculty of Educational Studies

- School of Engineering and Natural Sciences (SENS)[8]
  - Faculty of Industrial-, mechanical engineering and computer science
  - Faculty of Earth Sciences
  - Faculty of Life and environmental sciences
  - Faculty of Electrical and computer engineering
  - Faculty of Physical sciences
  - Faculty of Civil and Environmental Engineering

Oltre ai corsi in islandese, numerosi corsi sono in lingua inglese; sono inoltre attivati corsi in altre lingue, fra cui l'italiano.
È conseguibile un diploma di laurea triennale in italiano (equivalente al "BA"); presso l'Università opera un Lettorato di lingua italiana (inviato dalle strutture ministeriali italiane).